# Access Linux Platform
Access Linux Platform（ALP）は、次世代のPalm OSで、日本の株式会社ACCESS傘下のACCESS Systems（元PalmSource）が開発が行っている。
Java、従来のPalm OS、GTK+、GNU/Linuxシェルアプリケーションにアプリケーション互換性を持たせるようなレイヤーを持つのが特徴。
ALP は3GSM カンファレンスの携帯電話向けである。しかし、現在Palm, Inc.によってサポートされていない。

## 見た目と使い心地
- ユーザインタフェースは従来のPalmOS Releaseに似ている。
- Zen of Palmの雰囲気を守っている。
- そのデザイン哲学は、できるだけ簡単なアプリケーションを作るということである。

## 基本フレームワーク
- ノキアのインターネット・タブレット・フレームワークに似ている。
- ALP はGTK,GStreamerフレームワークの上で動作する。

## 搭載端末
- 主にNTTドコモ向けのNECカシオ モバイルコミュニケーションズ製・パナソニック モバイルコミュニケーションズ製携帯電話で利用される。

### ACCESSのプレスリリース
- Development Kit Press Release (2007-03-05)
- Hiker Developers Framework (2006-12-21)
- Application Framework (2006-10-30)
- ACCESS Linux Platform Announced (2006-02-14)

### サードパーティーのリンク
- Screenshots & more info
- More Screenshots